# كرمان (مغني)
كرمان (بالإنجليزية: Carman)‏ (و. 1956 – م) هو موسيقي، ومغني من الولايات المتحدة الأمريكية. ولد في ترنتون، نيوجيرسي.

## وصلات خارجية
- كرمان على موقع IMDb (الإنجليزية)
- كرمان على موقع ميوزك برينز (الإنجليزية)
- كرمان على موقع إن إن دي بي (الإنجليزية)
- كرمان على موقع ديسكوغز (الإنجليزية)
- كرمان على موقع قاعدة بيانات الفيلم (الإنجليزية)
- كرمان في قاعدة بيانات الأفلام على الإنترنت